# Antonio de León y Gama

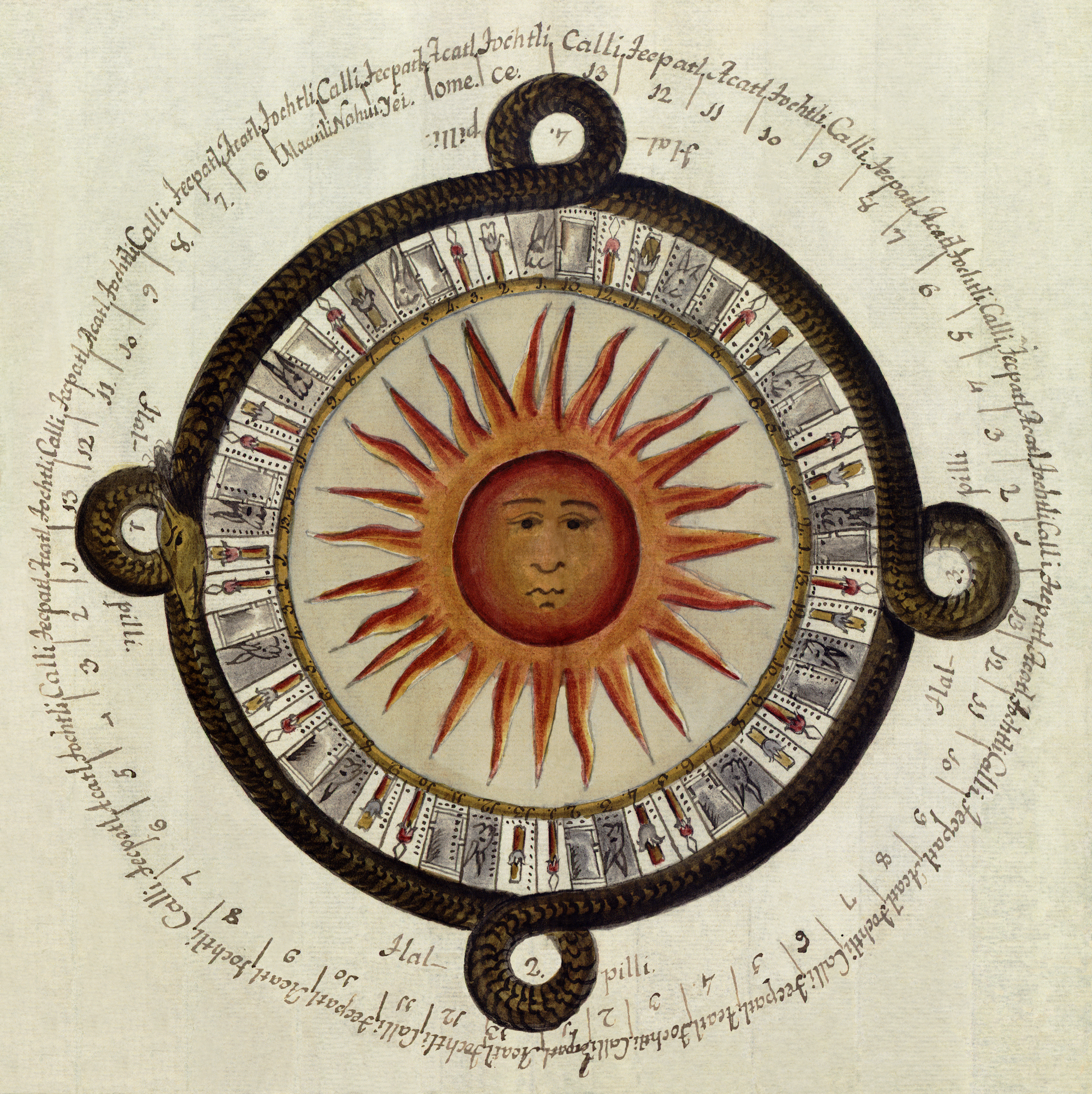
Primera ilustración del libro de León y Gama sobre el descubrimiento de la piedra del sol, en el que se muestra un calendario solar.

Antonio de León y Gama (Ciudad de México, 1735 - 12 de septiembre de 1802) fue un astrónomo, antropólogo, anticuario y escritor novohispano. En 1792, dos años después del descubrimiento de la Coatlicue y la Piedra del Sol, publicó su ensayo intitulado Descripción histórica y cronológica de las dos piedras que con ocasión del nuevo empedrado que se está formando en la plaza principal de México, se hallaron en ella el año de 1790 sobre dicho descubrimiento y el funcionamiento del calendario mexica.

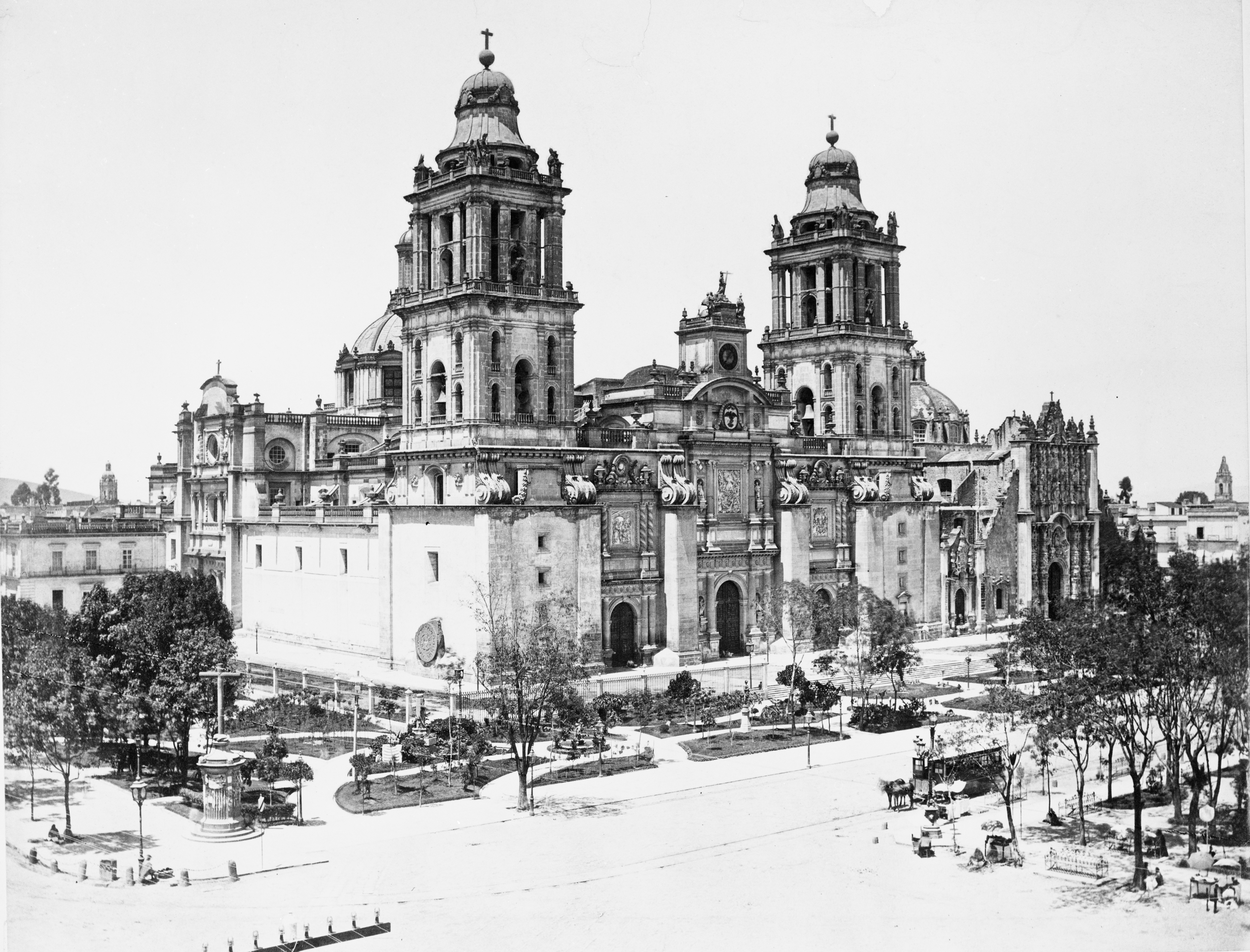
La piedra del Sol fue incrustada en un muro de Catedral.

Escribió también en 1799 Disertación física sobre la materia y formación de las auroras boreales que con ocasión de la que apareció en México y otros lugares de la Nueva España el día 14 de noviembre de 1789.

## Biografía

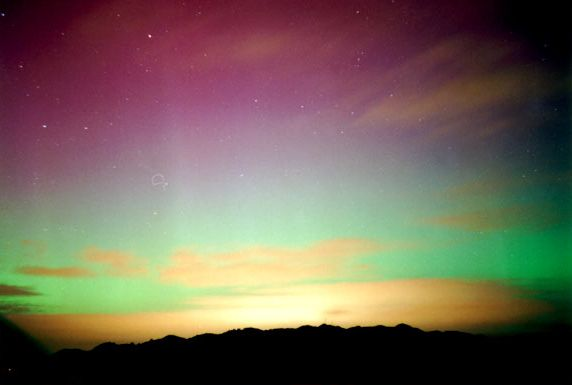
La aurora boreal que se vio en el centro de Nueva España fue objeto de disertación científica.

Antonio de León y Gama nació en 1735, hijo de un jurista de la Ciudad de México, quien fue famoso por ser autor de un libro sobre contratos. Su madre murió en su nacimiento. Él permaneció en la ciudad toda su vida y allí murió en 1802. Entre 1753 y 1755 asistió a la Escuela de Derecho de los jesuitas en San Ildefonso, donde obtuvo la licenciatura. En 1758 comenzó a trabajar en la Real Audiencia de México donde permaneció toda su carrera profesional. Se comentó que era pobre y que había tenido muchos descendientes.
 Fue un matemático y astrónomo autodidacta, "convirtiéndose en uno de los astrónomos mexicanos más capaces de su época".

## Obras
Antonio de León y Gama fue autor de varias obras científicas, en diferentes campos tales como la Astronomía, la Medicina y la Historia. Su trabajo más conocido es el de la descripción del descubrimiento de la Piedra del Sol comúnmente llamada calendario azteca.
- Astronomía:
  - Calendario 1771
  - Calendario 1772
  - Descripción orthographica universal del eclipse de sol del día 24 de junio de 1778
  - Observaciones meteorológicas en Gaceta Mexicana, febrero 1787
  - Discurso sobre la luz septentrional que se vio en esta ciudad el día 14 de noviembre de 1789 en Gaceta Mexicana, octubre 1789
  - Disertación física sobre la materia y formación de las auroras boreales, 1790
  - Carta a un amigoen Gaceta Mexicana, abril 1801, donde describe cómo deben contarse los siglos.

- Medicina:
  - Instrucción sobre el remedio de las lagartijas, 1782, donde debate acerca del uso de la lagartija para curar el cáncer.
  - Respuesta satisfactoria, 1783.

- Historia:
  -  Descripción histórica y cronológica de las dos piedras que con ocasión del nuevo empedrado que se está formando en la plaza principal de México, se hallaron en ella el año de 1790
  - Compendio de la historia antigua de la Nueva España, desde sus primeros pobladores hasta después de la conquista; deducido de la pinturas de los indios, de los mejores manuscritos que dejaron estos así en su idioma como en nuestro castellano y de otros documentos originales donde se refutan varias relaciones históricas. MS en la Biblioteca Huntington, microfilm en la Biblioteca del Congreso